# Boda real entre Victoria de Suecia y Daniel Westling
La boda real entre la princesa Victoria de Suecia y Daniel Westling tuvo lugar el 19 de junio de 2010 en la Catedral de San Nicolás de Estocolmo.
La princesa Victoria es la primera en la línea de sucesión al trono sueco y se espera que reine tras su padre convirtiéndose en la cuarta reina de Suecia. Daniel Westling es un empresario sueco y entrenador personal al que la princesa conoció en 2001. El 24 de febrero de 2009, se anunció el compromiso matrimonial de la pareja mediante un comunicado emitido desde la casa real.

## La pareja
La princesa Victoria de Suecia es la primogénita de los reyes Carlos XVI Gustavo y Silvia de Suecia. Es por lo tanto, la heredera directa al trono sueco. Victoria es la mayor de tres hermanos. En 1980, tras el nacimiento de su hermano Carlos Felipe, las presiones de diversos grupos feministas consiguieron un cambio en la Constitución sueca que eliminaba la preferencia del varón sobre la mujer en la línea sucesoria.
Daniel Westling es un empresario y entrenador personal sueco. Es el segundo hijo de Olle y Ewa Westling y tiene una hermana mayor, Anna Söderström (nacida Westling).

## Anuncio del compromiso
El 24 de febrero de 2009, la casa real sueca anunció el compromiso matrimonial entre la princesa heredera y Daniel Westling. El anuncio llegó tras una relación de ocho años y una primera desaprobación del rey por no tener Daniel sangre azul. De acuerdo con la constitución sueca, la princesa necesitaba la autorización del rey y del gobierno sueco para poder casarse y no perder su derecho sucesorio. La fecha elegida para la boda fue el 19 de junio de 2010, mismo día en el que se casaron los reyes Carlos Gustavo y Silvia en 1976.
El mismo día, la pareja dio una rueda de prensa conjunta para atender a los medios de comunicación. Victoria lució un anillo de compromiso de diamantes de 3 quilates diseñado por W. A. Bolin, joyeros de la corte sueca. Según la casa real, el novio pagó la totalidad del anillo, aunque el precio exacto no fue revelado.

## Coste
La boda costó unos 20 millones de coronas suecas, que equivalen a poco menos de 2 millones de euros. Los gastos fueron pagados a medias por la familia real y por el estado, hecho que causó controversia entre los contribuyentes suecos. De dicho presupuesto, 7 millones de coronas suecas (680.000 euros) se destinaron a la fiesta y concierto previa a la boda.

## Celebraciones previas
Entre el 6 y el 19 de junio tuvo lugar el Love Stockholm 2010, días en que se realizaron diferentes actividades culturales y gastronómicas en la ciudad.
El 18 de junio el parlamento de Suecia organizó un concierto en la Sala de Conciertos de Estocolmo para los novios y sus invitados. En el concierto actuaron más de 300 artistas entre los que se encontraban Malena Ernman, Lars Cleverman, Roxette y la Real Filarmónica de Suecia entre otros. Además también se ofreció una cena de gala en el Eric Ericsson Hall y una fiesta privada en la discoteca Café Opera de la ciudad.

## Invitados
Dos días antes de la boda, la casa real publicó la lista de invitados a la boda entre Victoria y Daniel. En ella aparecían representantes de la realeza, miembros de gobierno de países europeos, políticos y autoridades suecos y amigos y familiares de los novios. También diversos medios de comunicación fueron invitados al enlace.
Miembros de toda la realeza europea y de otros lugares del mundo acudieron al enlace de Victoria, la última heredera directa al trono en Europa que permanecía soltera.

### Familia Bernadotte
- El rey y la reina de Suecia, padres de la novia.
  - El príncipe Carlos Felipe de Suecia, hermano de la novia.
  - La princesa Magdalena de Suecia, hermana de la novia.
- La princesa Margarita de Suecia, tía paterna de la novia.
  - James y Ursula Ambler, primo de la novia y su esposa.
  - Edward y Helen Ambler, primo de la novia y su esposa.
  - La baronesa Sibylla von Dincklage, prima de la novia.
    - Madeleine von Dincklage, prima segunda de la novia y dama de honor.
- La princesa Brígida de Suecia y el príncipe Juan Jorge de Hohenzollern-Sigmaringen, tíos paternos de la novia.
  - El príncipe Carlos y la princesa Nicole de Hohenzollern, primo de la novia y su esposa.
  - Désirée von Bohlen und Halbach y Eckbert von Bohlen und Halbach, prima de la novia y su marido.
  - El príncipe Huberto y la princesa Ute Maria de Hohenzollern, primo de la novia y su esposa.
- La princesa Désirée de Suecia y el barón Niclas Silfverschiöld, tíos paternos de la novia.
  - El barón Carlos y la baronesa Maria Silfverschiöld, primo de la novia y su mujer.
  - La baronesa Cristina y el barón Hans De Geer, prima de la novia y su marido.
    - Ian De Geer, primo segundo de la novia y paje nupcial.

  - La baronesa Helena Silfverschiöld, prima de la novia.
- La princesa Cristina de Suecia y el señor Tord Magnuson, tíos paternos de la novia.
  - Gustaf Magnuson y Nathalie Ellis, primo de la novia y su pareja.
  - Oscar Magnuson y Emma Ledent, primo de la novia y su pareja.
  - Victor Magnuson y Frida Bergström, primo de la novia y su pareja.
- Parientes de Sigvard Bernadotte, conde de Wisborg.
- La condesa Mariana Bernadotte, tía-abuela de la novia.
  - El conde Michael y la condesa Christine Bernadotte de Wisborg.
    - La condesa Kajsa Bernadotte de Wisborg.
- El príncipe Carlos Juan Bernadotte, conde de Wisborg y la condesa Gunnila Bernadotte, tíos-abuelos de la novia.
- Parientes de Lennart Bernadotte.
  - La condesa Bettina Bernadotte de Wisborg y Philipp Haug, prima tercera de la novia y su marido.
  - El conde Björn y la condesa Sandra Bernadotte de Wisborg, primo tercero de la novia y su esposa.
- Parientes de Carlos Bernadotte.
  - La condesa Madeleine Kogevinas, prima cuarta de la novia.
- Parientes de Folke Bernadotte.
  - El conde Bertil y la condesa Jill Bernadotte de Wisborg, primo cuarto de la novia y su esposa.

### Familia del novio
- Olle y Ewa Westling, padres del novio.
  - Anna Westling y Mikael Söderström, hermana del novio y su pareja.
    - Hedvig Blom, sobrina del novio y dama de honor.
    - Vera Blom, sobrina del novio y dama de honor.

### Realeza
- El rey y la reina de los belgas, actualmente reyes de Bélgica.
  -  El duque y la duquesa de Bravante, actualmente reyes de los belgas.
  -  La princesa Astrid de Bélgica y el príncipe Lorenzo de Austria-Este.
  -  El príncipe Lorenzo y la princesa Clara de Bélgica.
- La reina y el príncipe consorte de Dinamarca.
  -  El príncipe y la princesa herederos de Dinamarca.
    -  El príncipe Cristián de Dinamarca, ahijado de la novia y paje nupcial.
- La reina de España, actualmente reina emérita de España.
  -  El príncipe y la princesa de Asturias, actualmente reyes de España.
  -  La duquesa de Lugo.
  -  La duquesa y el duque de Palma.
- El príncipe heredero de Japón, actualmente emperador de Japón.
- El rey y la reina de Jordania.
  -  La princesa Iman de Jordania.
- El príncipe Ali bin al Hussein y la princesa Rym al-Ali de Jordania.
- El príncipe Hassan bin Talal y la princesa Sarvath al-Hassan de Jordania.
  -  El príncipe Rashid bin Hassan de Jordania.
- La princesa Noor bint Asem de Jordania.
- El príncipe y la princesa herederos de Liechtenstein.
- El gran duque y la gran duquesa de Luxemburgo.
  -  El gran duque heredero de Luxemburgo.
  -  El príncipe Félix de Luxemburgo.
- El príncipe Alberto de Mónaco y la señorita Charlene Wittstock, actualmente princesa de Mónaco.
- El rey y la reina de Noruega, padrino de la novia.
  -  El príncipe y la princesa herederos de Noruega.
    -  La princesa Ingrid Alexandra de Noruega, ahijada de la novia y dama de honor.
- La reina de los Países Bajos, actualmente la princesa Beatriz de los Países Bajos; madrina de la novia.
  -  El príncipe y la princesa de Orange, actualmente reyes de los Países Bajos.
    -  La princesa Catalina Amalia de Orange, ahijada de la novia y dama de honor.

  -  El príncipe Constantino y la princesa Lorenza de los Países Bajos.
  -  El príncipe Friso y la princesa Mabel de Orange-Nassau.
- El conde y la condesa de Wessex.

### Realeza no reinante
- El rey Constantino y la reina Ana María de los Helenos.
  -  La princesa Alexia de Grecia y Dinamarca y el señor Carlos Morales Quintana.
  -  El príncipe Nicolás de Grecia y Dinamarca y la señorita Tatiana Blatnik, actualmente princesa Tatiana de Grecia y Dinamarca.
  -  El príncipe Felipe de Grecia y Dinamarca.

## Boda
La boda tuvo lugar el 19 de junio de 2010 en la Catedral de San Nicolás de Estocolmo alrededor de las 15:30 hora local. El arzobispo Anders Wejryd fue el encargado de oficiar la boda, en la que la pareja estuvo acompañada por 1.200 invitados. Wejryd, arzobispo de Upsala, estuvo acompañado por Lars-Göran Lönnermark y Antje Jackelén, obispo de Lund. En el momento en que Wejryd los proclamó marido y mujer, Daniel adquirió automáticamente el tratamiento de Su Alteza Real y fue nombrado como 'Príncipe Daniel' por primera vez. Así pues, como anunció la corte sueca antes de la ceremonia, Westling recibió los títulos de 'príncipe' y de 'duque de 'Västergötland'; los mismos que ostentaba Victoria.
La música estuvo a cargo de Gustaf Sjökvist, organista de la Catedral Parish de Estocolmo. El sueco fue también el encargado de la música en la boda de los padres de Victoria en 1976. La primera pieza musical que sonó durante la ceremonia fue escrita por la compositora Karin Rehnqvist especialmente para la pareja como regalo de boda de la Real Academia Sueca de Música. El exmiembro del cuarteto sueco ABBA Benny Andersson, también compuso un tema para la ocasión que sonó durante la ceremonia.
Victoria caminó hacia al altar del brazo de su padre, el rey Carlos Gustavo. Dicho gesto causó cierto debate previo ya que iba en contra de la tradición establecida por la Iglesia de Suecia en la que los novios caminan juntos hacia el altar. Algunos críticos apuntaron que ese gesto se podía interpretar como que las mujeres solteras son propiedad de los padres y en el momento del matrimonio pasan a ser propiedad del esposo. La casa real emitió un comunicado defendiendo dicha decisión alegando que "el rey lleva a su heredera hacia un hombre que ha sido aceptado en la familia".

### Atuendo
Al ser una boda de tarde, el protocolo marcaba vestido largo para las señoras con la opción de tiara, y uniforme militar o chaqué para los hombres. Los invitados a los que previamente se les había otorgado alguna orden sueca, lucieron bandas y medallas. Los miembros de la realeza extranjera sin condecoraciones suecas lucieron la más alta condecoración de su país.

#### La novia
La princesa lució un vestido del diseñador sueco Pär Engsheden, confeccionado con seda satinada en color crema, escote barco y una cola de 5 metros de largo. Los zapatos fueron especialmente diseñados para ella por la Maison Roger Vivier. Victoria lució la tiara de Camafeos propiedad de la familia Bernadotte, la misma con la que se casó su madre y sus tías paternas.

## Banquete
El banquete de bodas se celebró en el Salón de Estado del Palacio Real de Estocolmo. De los 1.200 invitados que acudieron al enlace, solo la mitad fueron invitados al convite debido a problemas de capacidad. Los asistentes empezaron a llegar a palacio alrededor de las siete y media de la tarde, mientras que los invitados de mayor rango lo empezaron a hacer sobre las ocho. Daniel lució por primera vez las condecoraciones suecas que se le otorgaron tras su matrimonio con Victoria: la banda e insignia de la Orden de los Serafines, la más alta concedida por la familia real sueca.

## Otros datos
Desde su matrimonio residen en el Palacio de Haga.
Victoria y Daniel han tenido dos hijos
- Princesa Estela de Suecia, duquesa de Östergötland (23 de febrero de 20129
- Príncipe Óscar de Suecia, duque de Escania (2 de marzo de 2016)